# Milonia
Genre
Milonia est un genre d'araignées aranéomorphes de la famille des Araneidae.

## Distribution
Les espèces de ce genre se rencontrent en Asie du Sud-Est en et Chine.

## Liste des espèces
Selon World Spider Catalog (version 24, 21/07/2023) :
- Milonia albula O. Pickard-Cambridge, 1899
- Milonia brevipes Thorell, 1890
- Milonia gemella Mi & Li, 2021
- Milonia hexastigma (van Hasselt, 1882)
- Milonia obtusa Thorell, 1893
- Milonia singaeformis (van Hasselt, 1882)
- Milonia tomosceles Thorell, 1895
- Milonia trifasciata Thorell, 1890

## Systématique et taxinomie
Ce genre a été décrit par Thorell en 1890 dans les Epeiridae.

## Publication originale
- Thorell, 1890 : « Studi sui ragni Malesi e Papuani. IV, 1. » Annali del Museo civico di storia naturale di Genova, vol. 28, p. 1-419 (texte intégral).